# گیلبرت (لوئیزیانا)
گیلبرت (به انگلیسی: Gilbert) شهری در ایالت لوئیزیانا کشور ایالات متحده آمریکا است که جمعیت آن در سرشماری سال ۲۰۱۰ میلادی، ۵۲۱ نفر بوده‌است.